# Listă de rezervații amerindiene din statul Massachusetts

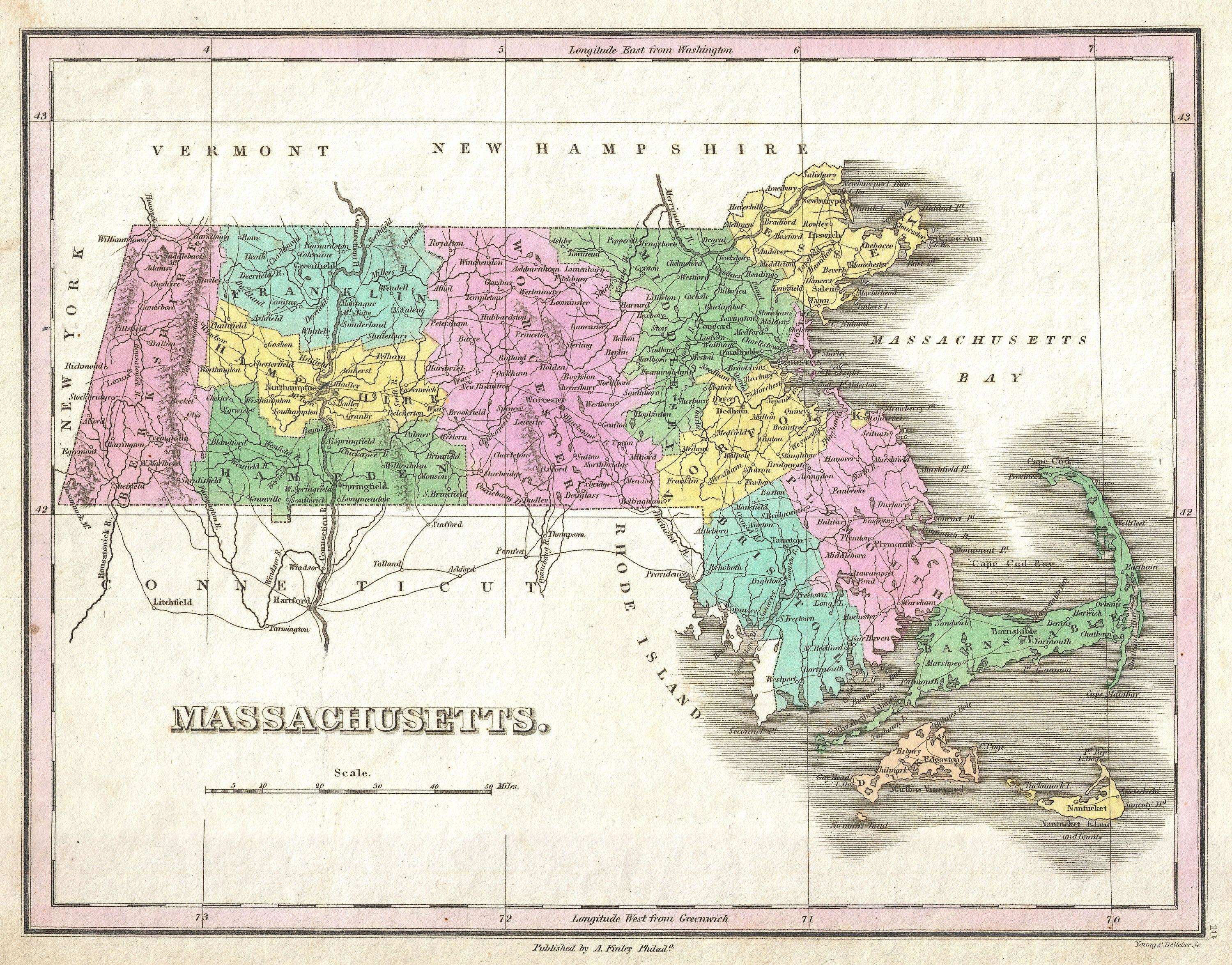
O hartă din anul 1927 a statului din SUA

- Această pagină este o listă de rezervații amerindiene (în engleză Indian reservations) din statul Massachusetts.

- Vedeți și Listă de municipalități din statul Massachusetts.
  - Vedeți și Listă de orașe din statul Massachusetts.
  - Vedeți și Listă de târguri din statul Massachusetts.
  - Vedeți și Listă de sate din statul Massachusetts.

respectiv
- Vedeți și Listă de comitate din statul Massachusetts.
- Vedeți și Listă de locuri desemnate pentru recensământ din statul Massachusetts.
- Vedeți și Listă de comunități neîncorporate din statul Massachusetts.
- Vedeți și Listă de localități din statul Massachusetts.
- Vedeți și Listă de localități dispărute din statul Massachusetts.

## C
- Rezervația Chaubunagungamaug, (comitatul Worcester)

## H
- Rezervația Hassanamesit, (comitatul Worcester)

## M
- Mashpee, Massachusetts (comitatul Barnstable) (fostă rezervație, actualmente un târg, municipalitate urbană de ordin doi)

## Vedeți și
- Borough (Statele Unite ale Americii)
- Cătun (Statele Unite ale Americii)
- District civil (Statele Unite ale Americii)
- District desemnat (Statele Unite ale Americii)
- District topografic (Statele Unite ale Americii)
- Loc desemnat pentru recensământ (Statele Unite ale Americii)
- Localitate dispărută (Statele Unite ale Americii)
- Localitate neîncorporată (Statele Unite ale Americii)
- Municipalitate (Statele Unite ale Americii)
- Oraș (Statele Unite ale Americii)
- Precinct (Statele Unite ale Americii)
- Rezervație amerindiană (Statele Unite ale Americii)
- Sat (Statele Unite ale Americii)
- Târg (Statele Unite ale Americii)
- Teritoriu neorganizat (Statele Unite ale Americii)
- Township (Statele Unite ale Americii)
- Zonă metropolitană (Statele Unite ale Americii)
- Zonă micropolitană (Statele Unite ale Americii)

respectiv
- Census county division
- Designated place, a counterpart in the Canadian census
- ZIP Code Tabulation Area

## Alte legături interne
- Categorie:Liste de orașe din Statele Unite după stat
- Categorie:Liste de târguri din Statele Unite după stat
- Categorie:Liste de districte civile din Statele Unite după stat
- Categorie:Liste de sate din Statele Unite după stat
- Categorie:Liste de comunități desemnate pentru recensământ din Statele Unite după stat
- Categorie:Liste de comunități neîncorporate din Statele Unite după stat
- Categorie:Liste de localități dispărute din Statele Unite după stat
- Categorie:Liste de rezervații amerindiene din Statele Unite după stat
- Categorie:Liste de zone de teritoriu neorganizat din Statele Unite după stat

și
- Listă de municipalități din statul Massachusetts
  - Listă de orașe din statul Massachusetts
  - Listă de târguri din statul Massachusetts
  - Listă de sate din statul Massachusetts

respectiv
- Listă de comitate din statul Massachusetts
- Listă de districte civile din statul Massachusetts
- Listă de locuri desemnate pentru recensământ din statul Massachusetts
- Listă de comunități neîncorporate din statul Massachusetts
- Listă de localități din statul Massachusetts
- Listă de localități dispărute din statul Massachusetts
- Listă de zone de teritoriu neorganizat din statul Massachusetts